# Multi-Terrain Pattern

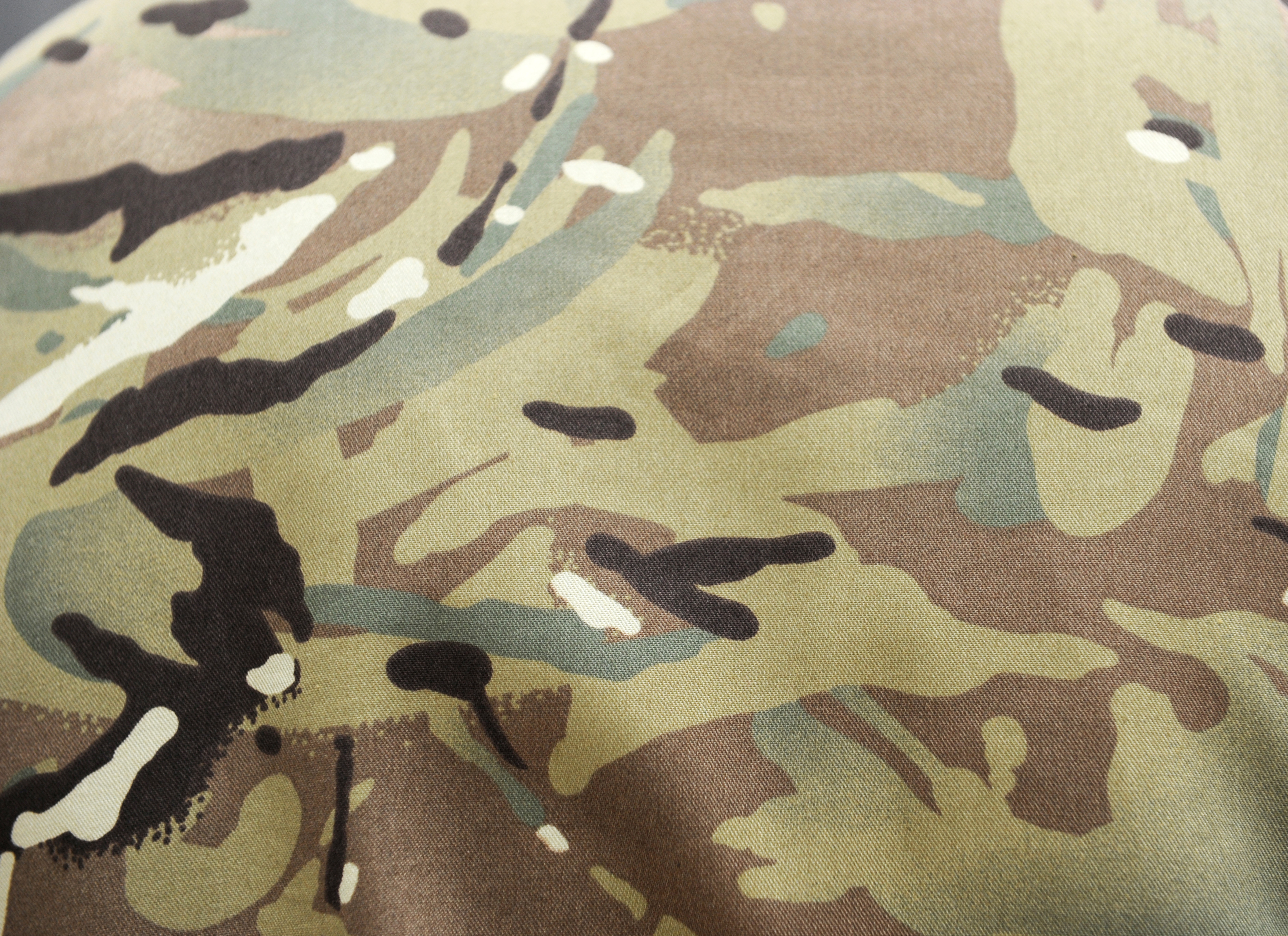
Kamuflaż Multi-Terrain Pattern

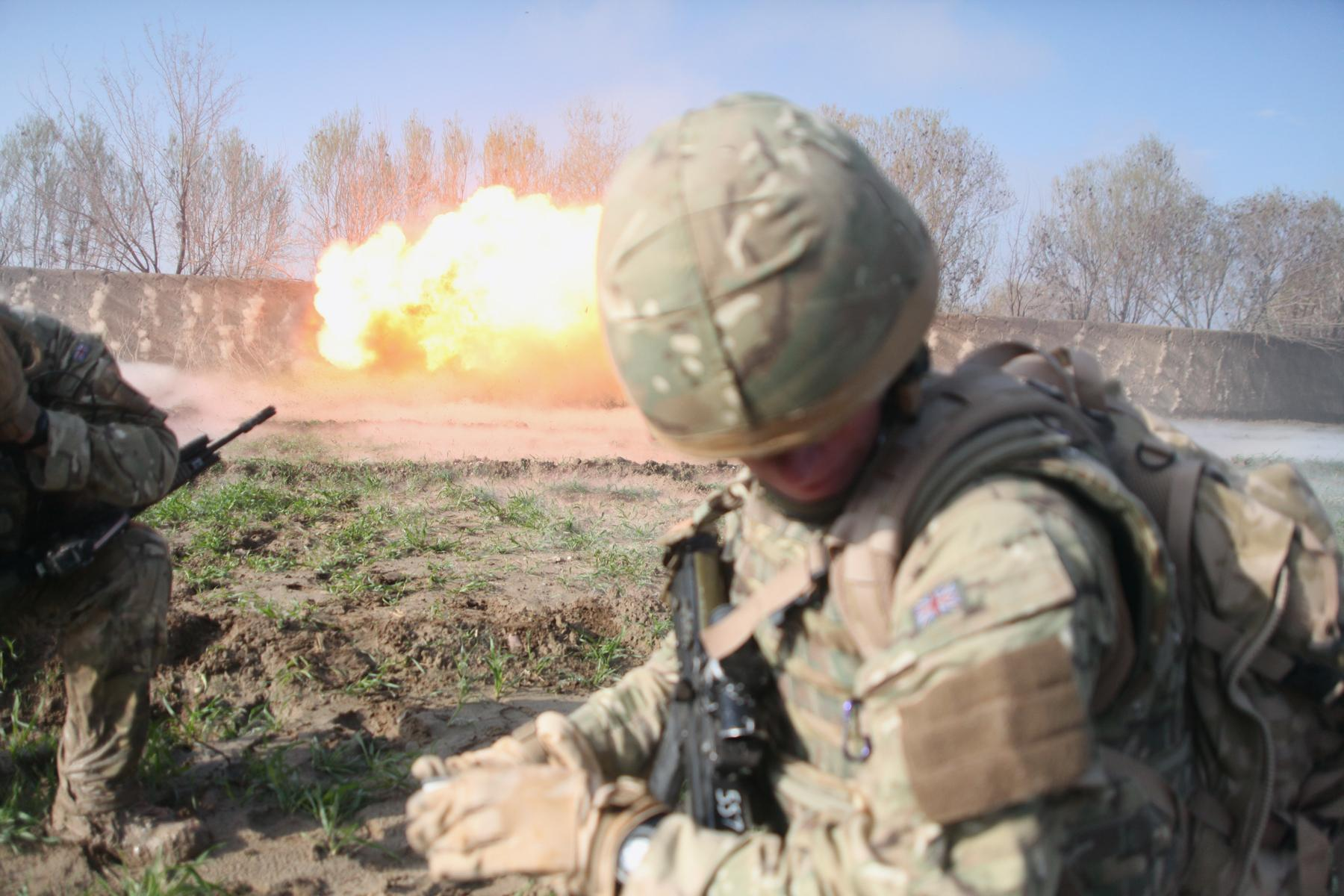
Brytyjski żołnierz w mundurze w kamuflażu MTP

Multi-Terrain Pattern (MTP) – nowy kamuflaż Brytyjskich Sił Zbrojnych. Następca DPMu i  DDPMu wprowadzony w roku 2010. W pierwszej kolejności umundurowanie w tym kamuflażu trafiło do wojsk stacjonujących w Afganistanie.

## Historia
Kamuflaż Multi-Terrain Pattern został wprowadzony w roku 2010 (prace nad nim rozpoczęto w roku 2009). Był odpowiedzią na niedostateczne właściwości maskujące kamuflażu Desert DPM (DDPM) w górach Afganistanu.
Według Brytyjskiego Ministerstwa Obrony Narodowej do końca 2012 roku ma on zostać wprowadzony w całych siłach zbrojnych. Kamuflaż jest bardzo podobnie wybarwiony jak MultiCam. Posiada jednak znaczące różnice w układzie plam i charakterystyczne dla DPMu kropki na obrzeżach plam.
Kamuflaż został opracowany przy współpracy z firmą Crye Precision LLC (twórca MultiCamu). Modyfikacje w stosunku do MultiCamu miały nadać kamuflażowi "brytyjski charakter".